# João Paulo Dias Fernandes
João Paulo Dias Fernandes, mais conhecido como Paulinho (Barcelos, 9 de novembro de 1992), é um futebolista português que atua como centroavante. Atualmente, joga pelo Toluca.

## Carreira
Natural de Barcelos, Paulinho fez toda a formação no Santa Maria, clube local, e jogou um ano na equipa sénior. Começou por ser extremo esquerdo, jogou a médio, mas acabou por se fixar como avançado. Na temporada 2012-2013, foi contratado pelo Trofense, que jogava na Segunda Liga.  Fez 38 jogos e 11 golos pela equipa antes de transferir para a equipa da terra natal, o Gil Vicente. Paulinho tornou-se na grande figura dos "galos" e foi o segundo melhor marcador da Segunda Liga da época 2016/17, com 19 golos apontados. 
Em maio de 2017, Paulinho assinou contrato pelo Sporting de Braga. Afirmou-se rapidamente como titular indiscutível. Em 2020, tornou-se o melhor marcador do clube em competições europeias, ultrapassando Alan, e renova o contrato até 2025. 
No mesmo ano, foi pela primeira vez convocado para representar a seleção nacional.  Estreou-se com dois golos marcados frente à seleção de Andorra e participou nos embates contra a França e a Croácia.
Em fevereiro de 2021, assinou contrato com o Sporting a pedido de Ruben Amorim, que tinha sido seu treinador no Braga. Fez 153 jogos e 63 golos pelos minhotos e ajudou na conquista da Taça da Liga. Foi a contratação mais cara do clube. 
Não foi uma figura consensual, tinha custado 16 milhões de euros e passou por um período complicado de adaptação no novo clube. Na época de estreia apenas marcou três golos, números abaixo do esperado.  Mas conseguiu tornar-se uma das principais figuras da conquista do campeonato ao marcar frente ao Boavista, no jogo que garantiu o título ao Sporting ao fim de 19 anos. 
Na temporada 2021/22, entrou em campo para ajudar a equipa na conquista da Supertaça Cândido de Oliveira.  Em janeiro, venceu a Taça da Liga frente ao Benfica. Paulinho terminou a época com 46 jogos oficiais pelo Sporting, 14 golos e cinco assistências.   Na temporada seguinte, fez 38 jogos, marcando 18 golos e contando ainda com cinco assistências.  Em 2023, tinha o recorde de mais golos marcados na Taça da Liga.
Depois de uma temporada sem títulos, o Sporting decidiu reforçar-se e trouxe para a frente de ataque, o avançado sueco Viktor Gyokeres, que se tornou o reforço mais caro do clube.  Com a chegada de Gyokeres ao Sporting, Paulinho viu-se beneficiado pela dinâmica ofensiva que o avançado sueco trouxe. Gyokeres, com a sua presença física e habilidade em atrair os defesas, criou mais espaço para Paulinho, permitindo-lhe mover-se mais livremente e explorar zonas de finalização. Além disso, a capacidade de Gyokeres de segurar a bola e segurar a pressão da defesa deu a Paulinho mais tempo e liberdade para se posicionar melhor e contribuir de forma mais eficaz nas jogadas ofensivas.
Mesmo tendo ficado no banco, cedendo a titularidade ao sueco em alguns jogos, Paulinho terminou a época com 21 golos marcados em 17 jogos oficiais. O Sporting teve o melhor ataque da temporada e conquistou a Primeira Liga.  
Em junho de 2024, deixa o Sporting e ruma ao México para representar o Toluca. Na época de estreia conquistou o campeonato mexicano, a Supertaça do México e foi o melhor marcador da Liga. Foi eleito o melhor jogador da temporada no México. 

## Títulos
Braga
- Taça da Liga: 2019–20

2019–20
Sporting
- Primeira Liga: 2020–21 e 2023–24
- Supertaça Cândido de Oliveira: 2021
- Taça da Liga: 2021–22

Toluca
- Campeonato Mexicano: Clausura 2025